# شون فالون
شون فالون (بالإنجليزية: Seán Fallon (politician))‏ (و. 1937 – 1995 م) هو سياسي من جمهورية أيرلندا .